# 汴梁晚报
《汴梁晚报》，创刊于1994年6月1日，是中华人民共和国河南省开封市的一份报纸。
1993年底，中共开封市委决定由《开封日报》创办一份亲民的报纸，以开封的古名命名为《汴梁晚报》。1994年4月，《汴梁晚报》开始试刊。1994年6月1日《汴梁晚报》正式创刊。《汴梁晚报》曾获“河南省十佳报纸”、“河南省一级报纸”、“中国地市晚报品牌十强”称号。创刊之初，《汴梁晚报》为黑白印刷，四开四版。现今为全彩印刷，四开32版。